# Ньель, Адольф
Адольф Ньель (фр. Adolphe Niel; 4 октября 1802 — 13 августа 1869) — французский государственный и военный деятель, пожизненный сенатор (9 июня 1859), маршал Франции (25 июня 1859), участник Крымской войны.

## Биография
В 1837 году отличился в Алжире, при штурме Константины.
С 12 мая 1849 года — начальник штаба, а с 14 июля 1849 года — начальник инженеров Средиземноморского экспедиционного корпуса под началом генерала Вальяна, руководившем осадными работами против Рима.
С 12 февраля 1850 года начальник инженерной службы Военного министерства, с 21 марта 1851 года член Комитета по фортификациям, а с 6 июня 1851 года генерал-инспектор инженерных войск 5-го, с 28 февраля 1852 года 7-го округов, одновременно, с 21 марта 1851 по 1857 годы член Государственного совета.
С 28 мая 1852 года генерал-инспектор инженерных войск 7-го округа, с 30 апреля 1853 года вновь член Комитета по фортификациям, с 7 мая 1853 года генерал-инспектор инженерных войск 6-го округа.
С 3 июля 1854 года начальник инженеров Балтийского экспедиционного корпуса: в 1854 году участвовал во взятии Бомарзунда. С 8 января 1855 по 17 июня 1857 года член Комитета по фортификациям и до 25 июня 1859 года генерал-адъютант императора Наполеона III. В январе 1855 года император Наполеон III послал Ньеля в Крым, для ознакомления с положением дел под Севастополем, где он с 3 мая 1855 года в качестве начальника инженеров, управлял осадными работами (после смерти генерала Мишеля Бизо).
С 21 декабря 1855 года член Комитета по фортификациям, с 17 июня 1857 года генерал-инспектор инженерных войск 2-го округа.
С 22 апреля 1859 года, командуя IV корпусом Альпийской, а затем Итальянской армии, участвовал в боях при Мадженте и Понте-Нуово, отличился в сражении под Сольферино и награждён маршальским жезлом.
С 17 августа 1859 года командующий войсками 6-го военного округа (Тулуза). С 5 июня 1865 года главнокомандующий Шалонским лагерем.
20 января 1867 года Наполеон III, предпринимая коренные реформы во французской армии, поручил это дело Ньелю, которого назначил военным министром (ministre secrétaire d’Etat à la Guerre). Из его сочинений известны: «Siège de Bomarsund» (П., 1855) и «Siège de Sebastopol». В этом качестве он разработал и начал осуществлять далеко идущий план модернизации армии, основанный на всеобщей воинской повинности и автоматическом создании больших обученных резервов, которым нужно было только время, чтобы их мобилизовать. Согласно его системе, те мужчины, которые приобрели освобождение от призыва в армию, тем не менее, должны были быть призваны на новую службу в Мобильную гвардию. Он также смог перевооружить всю армию винтовкой Шасспо, однако Мобильная Гвардия не успела их получить. Он не дожил до завершения разработки своей системы: Ниэль умер в Париже во время операции на камнях в мочевом пузыре. Менее чем через год франко-прусская война уничтожила старую имперскую армию, которую должны были усилить предложенные ими преобразования.

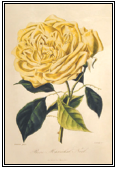
роза «маршал Ньель»

В честь маршала назван сорт роз.

## Воинские звания
- 1823 су-лейтенант
- 1825 лейтенант
- 1829 первый лейтенант
- 25.1.1829 капитан
- 24.12.1837 шеф батальона (майор)
- 1842 подполковник
- май 1846 полковник
- 13 июля 1849 бригадный генерал
- 30 апреля 1854 дивизионный генерал
- 25 июня 1859 маршал Франции

## Награды
- Орден Почётного легиона:
  - Кавалер большого креста (22.9.1855)
  - Великий офицер (28.4.1854)
  - Командор (10.5.1852)
  - Офицер (17.4.1845)
  - Кавалер (21.10.1838)
- Воинская медаль (4.7.1859)
- Медаль в память об Итальянской кампании (18.10.1859)
- Королевский венгерский орден Святого Стефана, большой крест (Австро-Венгрия, 1867)
- Орден Бани, компаньон (Великобритания, 3.1.1856)
- Балтийская медаль (Великобритания, 23.4.1857)
- Крымская медаль (Великобритания, 2.5.1857)
- Орден Фридриха, большой крест (Королевство Вюртемберг, 16.5.1856)
- Орден Святого Георгия и Воссоединения, рыцарь (Королевство обеих Сицилий, 25.7.1849)
- Орден Меджидие 2-й степени (Османская империя, между 17 и 27.3.1856)
- Орден Османие 1-й степени (Османская империя, 1867)
- Орден Святого Григория Великого, большой крест (Папская область, 14.11.1854)
- Орден Святого Григория Великого, командор (Папская область, 4.7.1849)
- Медаль в память о восстановлении власти понтифика[итал.] (Папская область, 1849)
- Орден Башни и Меча, большой крест (Португалия, 21.11.1867)
- Высший орден Святого Благовещения (Сардинское королевство, 5.8.1859)
- Орден Святых Маврикия и Лазаря, большой крест (Сардинское королевство, 29.8.1856)
- Савойский военный орден, большой крест (Сардинское королевство, 1859)
- Орден Серафимов (Швеция, 3.9.1867)
- Орден Меча, большой крест (Швеция, 14.12.1858)